# (636872) 2014 YX49
(636872) 2014 YX49 (попереднє позначення 2014 YX49) — астероїд-кентавр, коорбітальний супутник-троянець Урана діаметром приблизно 77 км. Відкритий 21 листопада 2006 року в обсерваторії Маунт-Леммон. Другий із відомих кентаврів на орбіті-«пуголовку» відносно Урана і четвертий коорбітальний супутник Урана, відкритий після 83982 Крантор, (687170) 2011 QF99 і (472651) 2015 DB216.

## Опис
Кентавр (636872) 2014 YX49 — тимчасовий троянець Урана, який перебуває в точці Лагранжа L4, другий після (687170) 2011 QF99, захоплений у таке резонансне положення. Цей об'єкт, імовірно, є троянцем Урана вже приблизно 60 000 років і залишатиметься ним ще 80 000 років. Чисельні інтегрування показують, що він може залишатися коорбітальним відносно Урана майже мільйон років.
Окрім того, що (636872) 2014 YX49 є троянцем Урана, він також увійшов в орбітальний резонанс 7:20 із Сатурном — отже, це мале тіло наразі перебуває в резонансі одразу з трьома тілами. У такому ж резонансному положенні перебуває також інший троянець Урановий — (687170) 2011 QF99.